# Polypedilum hamigerum
Polypedilum hamigerum är en tvåvingeart som beskrevs av Jean-Jacques Kieffer 1925. Polypedilum hamigerum ingår i släktet Polypedilum och familjen fjädermyggor. Inga underarter finns listade i Catalogue of Life.